# Arrondissement de Neukölln
Neukölln [ˌnɔɪ̯ˈkœln]  est le 8e arrondissement administratif (Bezirk) de Berlin. Il est situé au sud de la ville. En 2001, il fut l'un des trois anciens districts à avoir été transformé en arrondissement sans que ses limites territoriales soient modifiées.

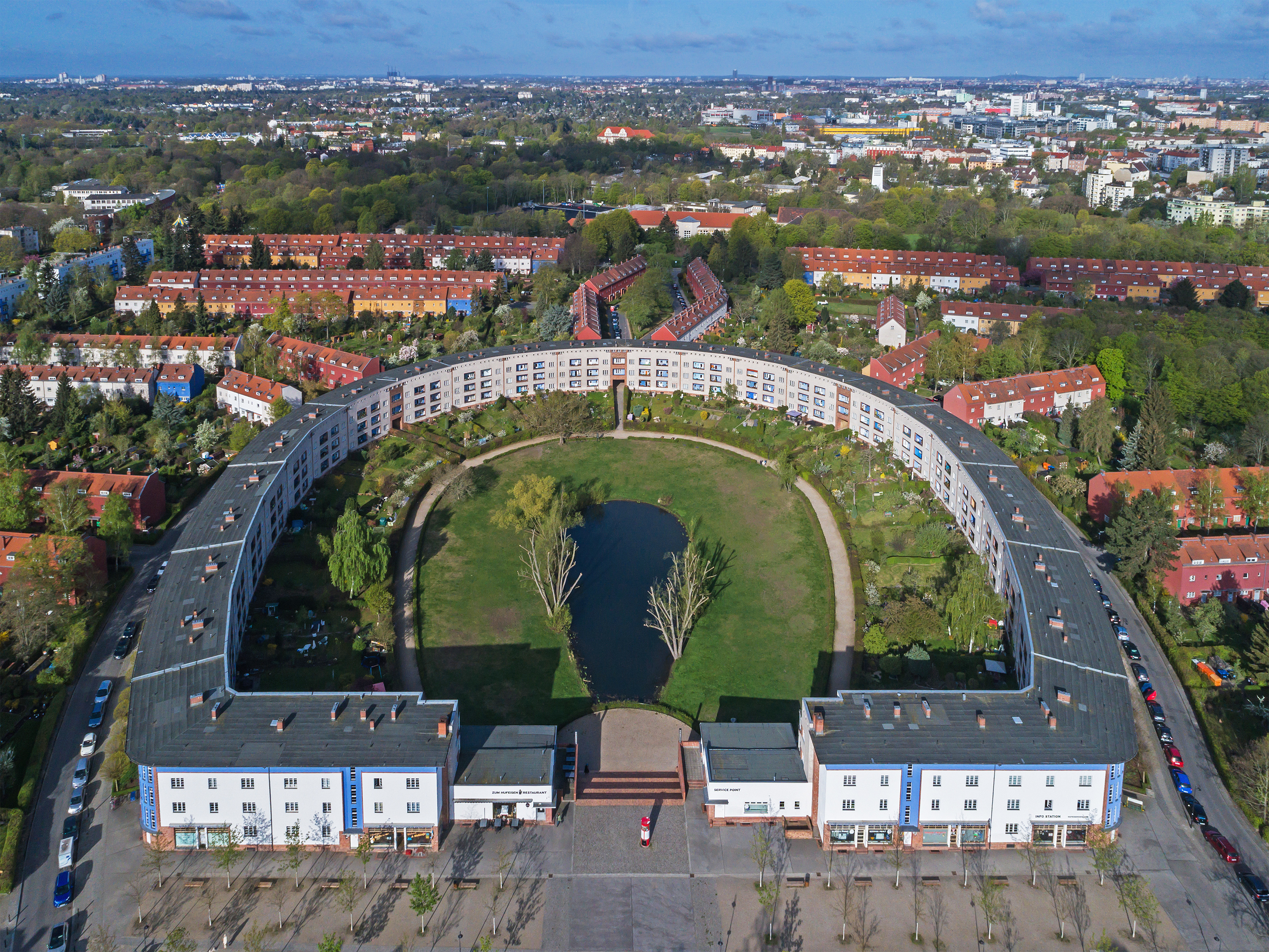
Lotissement en fer à cheval (Hufeisensiedlung) en avril 2017.

## Les quartiers
Depuis la réforme de 2001, Neukölln est divisé en 5 quartiers (Ortsteil):
| Quartier                   | Superficie (km2) | Population (01/2017) | Densité (hab/km2) | Carte                    |
| -------------------------- | ---------------- | -------------------- | ----------------- | ------------------------ |
| (0801) Neukölln            | 11,70            | 166 504              | 14 231            | District map of Neukölln |
| (0802) Britz               | 12,40            | 41 981               | 3 386             | District map of Neukölln |
| (0803) Buckow              | 6,35             | 39 987               | 6 297             | District map of Neukölln |
| (0804) Rudow               | 11.81            | 42 076               | 3 566             | District map of Neukölln |
| (0805) Gropiusstadt        | 2,67             | 36 971               | 13 899            | District map of Neukölln |
| Arrondissement de Neukölln | 44,93            | 327 522              | 7 290             | District map of Neukölln |

## Politique

### Jumelages

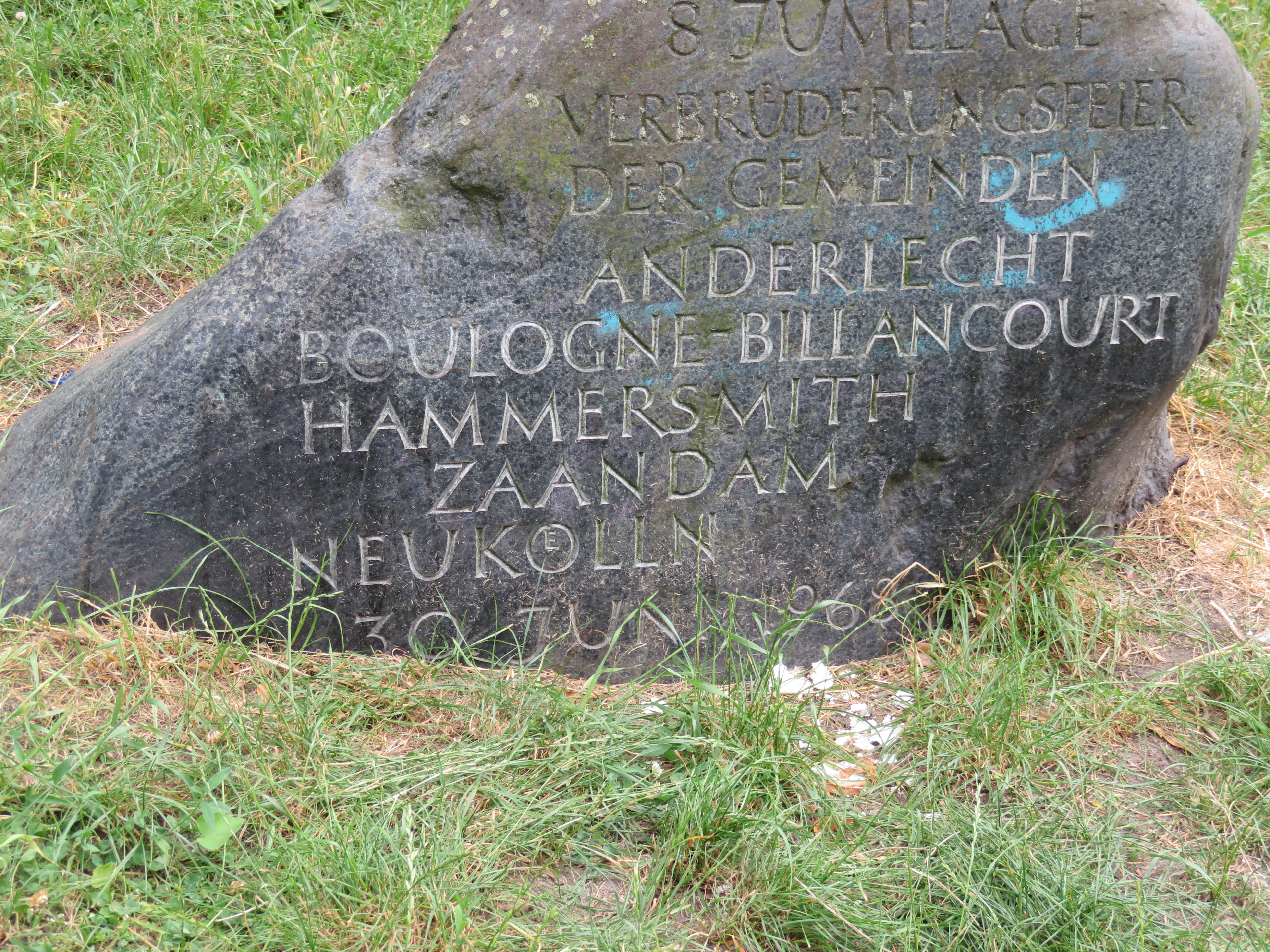
Pierre commémorative du jumelage de Neukölln avec Boulogne-Billancourt, Zaandam, Hammersmith et Anderlecht, située à Neukölln depuis 1968.

- Cologne (Allemagne)
- Wetzlar (Allemagne)
- Boulogne-Billancourt (France)
- Bat Yam (Israël)
- Anderlecht (Belgique)
- Zaanstad (Pays-Bas)
- Hammersmith et Fulham (Royaume-Uni)